# 学校法人希望学園
学校法人希望学園（がっこうほうじんきぼうがくえん）は、日本の学校法人。

## 所在地
- 北海道札幌市豊平区月寒西1条9丁目10-15

## 設置校

### 現在設置している学校
- 札幌第一高等学校（札幌市豊平区）：1958年開校
- 北嶺中学校・高等学校（札幌市清田区）：中学は1985年開校、高校は1989年開校

### かつて設置していた学校
- 釧路第一高等学校（釧路市）：1978年閉校

## その他
- 法人は、札幌第一高等学校と北嶺中学校・高等学校の関係を兄弟校と位置付けている。
- 過去には、釧路市愛国に釧路第一高等学校も存在していたが、度重なる労使紛争により昭和53年に閉校している。
- 4代目理事長の岩澤靖は札幌大学の創設にも関わっているが、学校法人希望学園と学校法人札幌大学の間には特に関係はない。
- 7代目理事長の加清準は加清純子の実兄、戸田城聖の甥。